# LADY-GO-ROUND
《LADY-GO-ROUND 》是日本樂團B'z第三張單曲。

## 簡介
- 與第三專輯BREAK THROUGH同時發表,這也是最後一張同時與專輯一起發表的單曲
- 松本孝弘第一次參與編曲的單曲
- 銷售量開始進入Oricon榜單內
- 總銷量為24800張

## 收錄曲
| 曲序 | 曲目          | 时长 |
| ---- | ------------- | ---- |
| 1.   | LADY-GO-ROUND | 4:25 |
| 2.   | LOVE & CHAIN  | 4:54 |

## 製作人員
- 松本孝弘：吉他、全曲作曲、編曲
- 稲葉浩志：主唱、全曲作詞
- 明石昌夫：全曲編曲

## 主題曲
- NEWS STATION朝日電視台
- お天気Diary秋田電視台主題曲
- プロ野球中継TBS電視台

## 收錄專輯
- BREAK THROUGH（兩曲）
- WICKED BEAT（#1、英語詞バージョン(Lady-Go-Round "W-40" Style)）
- MARS（#2、全英詞バージョン(Love & Chain 〜Godzilla Style〜)）
- Flash Back-B'z Early Special Titles-（兩曲）